# Bradovci
Bradovci (znanstveno ime Hericium) so rod gliv iz družine bradark (Hericiaceae).

## Seznam bradovcev Slovenije[2]
- rumeneči bradovec (Hericium cirrhatum)
- medvedji bradovec (Hericium clathroides)
- koralasti bradovec (Hericium coralloides)
- resasti bradovec (Hericium erinaceus)
- jelkov bradovec (Hericium flagellum)